# Abílio de Noronha
Abílio Augusto de Noronha e Silva (Pará, 19 de febrero de 1862 - Río de Janeiro, 25 de diciembre de 1927) fue un militar brasileño comandante de la 2° Región Militar acantonada en Sao Paulo durante la Revuelta Paulista de 1924. Como oficial de infantería alcanzó el grado de general de división.

## Carrera
Ingresó en el ejército en 1878.En 1897, durante la Guerra de Canudos, ya era capitán, sirviendo en el estado mayor del general Artur Oscar de Andrade Guimarães. En este conflicto, fue compañero de tienda de Euclides da Cunha, autor de Os Sertões'. En 1915, ya con el grado de coronel, comandó el 3º Regimiento de Infantería, presidiendo la pesquisa abierta para investigar la Revolta dos Sargentos, que había sido planeada pero no llegó a materializarse. Sus escritos son la fuente más importante sobre esta conspiración.
Como general, comandó la 2ª Región Militar entre 1922 a 1924, enfrentando dos revueltas tenentistas. En la primera, en 1922, la guarnición de São Paulo era legalista y Noronha envió una columna a la frontera con Mato Grosso donde el comando se había unido a la Revuelta de los 18 del Fuerte. El enfrentamiento terminó con la rendición del Mato Grosso sin resistencia.

## Revuelta paulista
En los dos años siguientes, una intensa actividad conspiratoria ocurrió en los cuarteles de la 2° Región Militar previendo un posible levantamiento en São Paulo. Noronha quería ser imparcial, sin distinguir a sus subordinados entre partidarios y enemigos del gobierno, y sin perseguir a los oficiales prófugos que vivían en São Paulo. Aun así, mantuvo a los comandantes de sus unidades bajo vigilancia constante y transmitió la información que recibía sobre la conspiración al gobierno del estado (ocupado por Washington Luís y luego Carlos de Campos). El 26 de junio solicitó al Ministerio de Guerra la destitución de dos comandantes sospechosos; las destituciones no se hicieron a tiempo, y las sospechas se confirmaron durante la revuelta. En las vísperas del movimiento, Noronha repetidamente exigió compromisos de lealtad por parte de sus subordinados.
En la noche del 4 de julio, Noronha permaneció despierto hasta las 2 de la madrugada en una fiesta del consulado americano por el Día de la Independencia de Estados Unidos. Sólo pudo dormir hasta las 4.30 de la madrugada cuando fue despertado a toda prisa por el capitán Grimualdo Teixeira Fávila, del 4º Batallón de Cazadores. Varios oficiales ajenos a la unidad habían recogido a decenas de soldados. Todavía con el uniforme de gala, se dirigió a la sede de la Región Militar, desde donde avisó al gobernador Carlos de Campos y envió a un teniente para que transmitiera la noticia al Ministerio de Guerra en Río de Janeiro. A continuación, reunió a otros oficiales y se dirigió al cuartel del 4º CB, donde acababa de llegar el comandante.
De regreso, encontró el cuartel del 4º Batallón de la Fuerza Pública (BFP), en Luz, ocupado por 30 soldados del Ejército y no de la Fuerza Pública. Con toda la fuerza de su posición en la jerarquía, Noronha les ordenó descargar sus armas y volver, bajo arresto, al 4º CB. Dentro del cuartel, liberó a los oficiales de la Fuerza Pública detenidos por los rebeldes, ordenándoles que arrestaran a cualquiera que entrara sin su autorización. Él y sus oficiales se dirigieron al Cuerpo Escolar, donde Noronha repitió la hazaña, arrebatando las armas a los centinelas indecisos y enviándolos de vuelta a sus cuarteles. Sus oficiales desarmaron a una patrulla del Regimiento Escolar de la Fuerza Pública. En quince minutos, habían sacado 200 soldados de la revuelta sin disparar un tiro. El teniente Asdrúbal Gwyer de Azevedo, con revólver en mano, ordenó detener al general, pero éste no aceptó.
El capitán Joaquim Távora entró entonces en el cuartel con un grupo de soldados de la Fuerza Pública y volvió a intentar arrestarlo a punta de pistola. El general le retó a apretar el gatillo. El enfrentamiento continuó hasta la llegada del líder de la revuelta, el general Isidoro Dias Lopes, y del coronel João Francisco Pereira de Souza, quienes insistieron a Noronha: "usted está arrestado, general: si Pedro II lo estuvo, ¿por qué usted no puede estarlo?"". Isidoro, un conocido suyo, dejó a Noronha preso con sus oficiales en el Cuerpo Escolar, porque no aceptaba estar bajo órdenes en su residencia.
El impacto de la acción legalista en las primeras horas de la revuelta fue decisivo. Los sublevados sólo se dieron cuenta de la contrarrevolución en el 4º BFP cuando Joaquim y Juárez Távora, Castro Afilhado y otros oficiales entraron desprevenidos en el cuartel y fueron detenidos. El siguiente paso del plan, la marcha a Río de Janeiro, fue suspendido para lidiar con los legalistas dentro de São Paulo. Mientras estaba prisionero, Noronha fue abordado por José Carlos de Macedo Soares, presidente de la Asociación Comercial de São Paulo, para mediar en un alto el fuego entre los insurgentes y los legalistas. Tras leer las exigencias de Isidoro, que incluían la dimisión del presidente, Noronha se negó a participar, ya que para él habría sido un "golpe de bayoneta a la soberanía nacional".
Después de la derrota de los rebeldes en São Paulo, Noronha fue acusado de haber permanecido distraído ante la conspiración. Para Carlos de Campos, Noronha era el "mayor culpable de todo", "no es más que un bailarín. Su defensa vino en los libros Narrando a Verdade y O Resto da Verdade, en los que hizo un análisis militar crítico de las operaciones legalistas en la retoma de São Paulo.Por no pertenecer a la "línea dura" del gobierno, condenó el bombardeo de artillería y la destrucción que causó a la población. El material del libro fue leído atentamente por los investigadores de la investigación policial sobre el movimiento. No obstante, le acusaron de negligencia, citando sus "excesos que la larga investigación criminal contenida en las pesquisas desmiente categóricamente". Una de las cartas utilizadas por el general en su defensa, dirigida al mariscal Carneiro da Fontoura, jefe de policía del Distrito Federal, fue considerada comprometedora por la investigación.